# Blekinge
För andra betydelser, se Blekinge (olika betydelser).
Blekinge är ett landskap i sydöstra Sverige som gränsar i väster till Skåne, i norr till Småland och i öster och söder till Östersjön. Blekinge har knappt 160 000 invånare. Det är Sveriges till ytan näst minsta landskap (efter Öland) och det minsta som ligger på fastlandet. Landskapet har samma geografiska utbredning som Blekinge län.
Blekinge kallas ofta för 'Sveriges trädgård' och har dessutom en skärgård. Karlskrona är Blekinges största stad.

## Namnet
Redan i en fornengelsk berättelse från 890-talet nämns Blekinge som Blekingēg (-ēg betyder 'ö, strandbygd'). Namnet har bildats till ett fjärdnamn *Blek 'den glänsande, den stilla', som avser en del av det stora fjärdområdet mellan Listerby och Torhamn i sydöstra Blekinge. I slutet av 1100-talet skrevs landskapsnamnet som Blegunc. Till *Blek har avledningsändelsen -ung (senare -ing och -inge) lagts. Ändelsen betecknar bygden runt fjärden.
- Blecingaeg, 890-talet, fornengelska
- Blegundia, 1182, latin
- Blekyngh, 1231, latin
- Bleiking, före 1259, isländska
- Bleking, 1300-tal, latin

## Indelningar

### Indelningar före 1683
Blekinge nämns först som tillhörande svearna cirka 890. Mellan 1231 och 1658 tillhörde Blekinge Danmark, förutom perioden 1332–1360 då landskapet tillhörde Sverige. 1639 överfördes Jämshögs socken från Villands härad i Skåne till detta landskap. Landskapet var uppdelat till 1658 i två slottslän: Lyckå län, omfattande Östra härad och från 1596 Medelstads härad, samt Sölvesborgs län omfattande Listers härad, Bräkne härad och till 1596 Medelstads härad. Städer som bara fanns under denna danska tid var Avaskär, Lyckå, Kristianopel och Elleholm.
I och med freden i Roskilde 1658 övergick Blekinge permanent till Sverige. Från det året stod Blekinge under Skånska generalguvernementet via Kristianstads län fram till år 1680 då Blekinge blev en del av Kalmar län. År 1683 upprättades Blekinge län, vilket har bestått oförändrat sedan dess. Den danska rättegångordningen med landsdomare bibehölls efter 1658 till 1683.

### Indelningar från 1683

#### Län, lagsagor och stift
Landskapet Blekinge har samma omfattning som Blekinge län. Församlingarna inom Svenska kyrkan ingår i Lunds stift.
Den Blekingska lagsagan inrättades 1683 och var sedan förenad med Skånska lagsagan 1690-1777 med undantag av perioden 1718-1719. Lagsagan var åter fristående från 1777 till 1827 då den slutligen uppgick i Skånska lagsagan som sedan avskaffades med övriga lagsagor 31 december 1849.

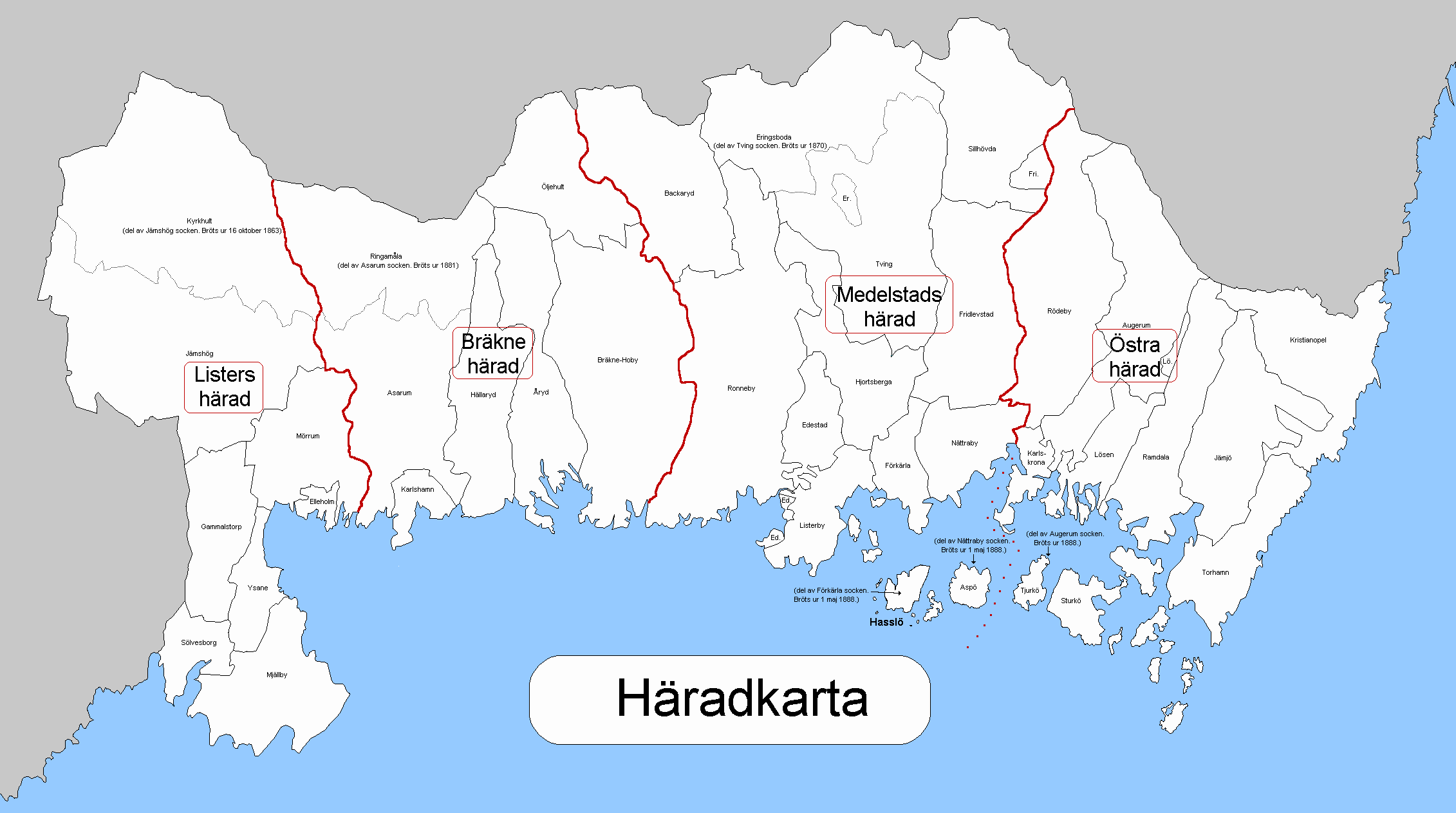
Härader, med dess socknar, i Blekinge, från år 1863.

#### Härader och städer
- Listers härad
- Bräkne härad
- Medelstads härad
- Östra härad

Följande städer i landskapet med gamla stadsprivilegier inrättades som stadskommuner när 1862 års kommunalförordningar trädde i kraft:
- Karlshamns stad
- Karlskrona stad
- Sölvesborgs stad inrättad 1820 efter att ha tidigare varit stad 1445-1680

Ronneby stad var stad 1387-1680 och åter från 1882, med egen jurisdiktion fram till 1943. Karlshamn och Sölvesborg lades under landsrätt 1950, medan Karlskrona rådhusrätt kvarstod fram till tingsrättsreformen 1971.

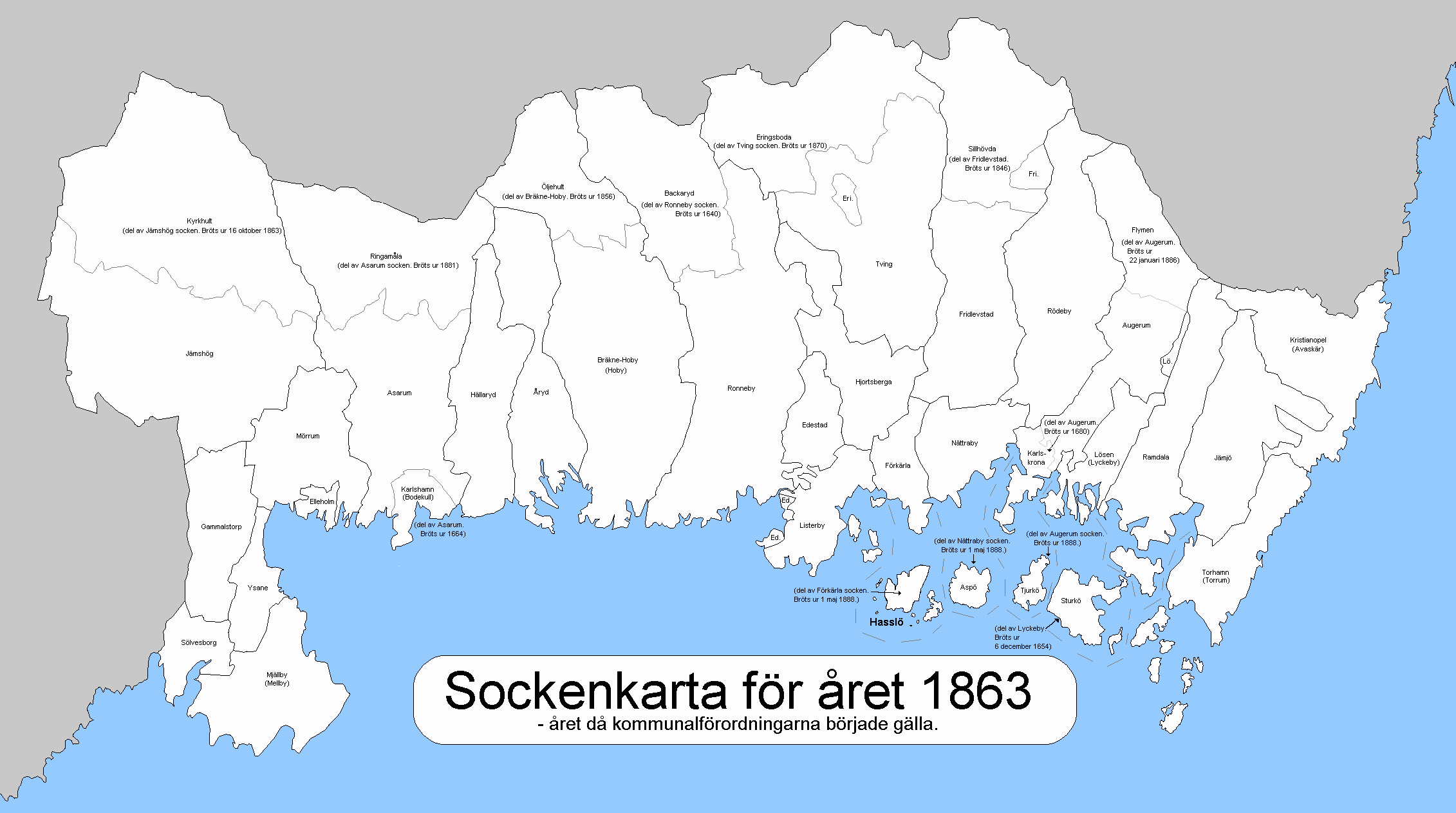
Socknar i Blekinge, från år 1863. Delningar av socknar efter årtalet finns inritat och beskrivet.

#### Socknar, fögderier, domsagor, tingslag och tingsrätter
Se respektive härad.

#### Kommuner från 1952 till 1970

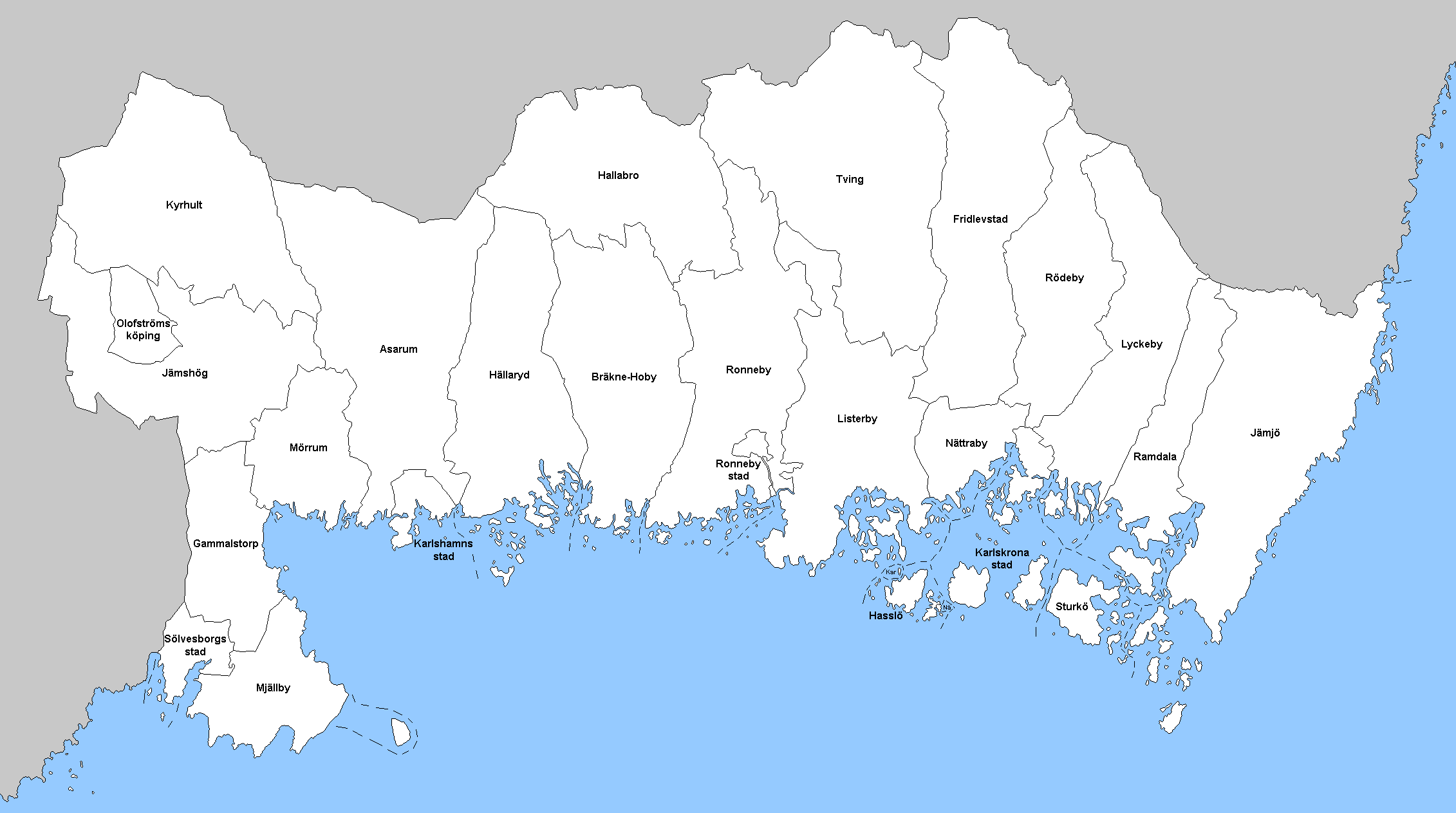
Kommuner år 1952 i Blekinge län. Länsgränsen är den samma idag som då.

Städer (4 st):
| - Karlshamns stad - Karlskrona stad | - Ronneby stad - Sölvesborgs stad |

Köpingar (1 st):
| - Olofströms köping |

Landskommuner (20 st):
| - Asarums landskommun - Bräkne-Hoby landskommun - Fridlevstads landskommun - Gammalstorps landskommun - Hallabro landskommun - Hasslö landskommun - Hällaryds landskommun - Jämjö landskommun - Jämshögs landskommun - Kyrkhults landskommun | - Listerby landskommun - Lyckeby landskommun - Mjällby landskommun - Mörrums landskommun - Nättraby landskommun - Ramdala landskommun - Ronneby landskommun - Rödeby landskommun - Sturkö landskommun - Tvings landskommun |

#### Förändringar 1952–1970
1 januari 1963
- Tvings landskommun delades och Eringsboda församling uppgick i Kallinge landskommun och Tvings församling uppgick i Fridlevstads landskommun.
- Ramdala landskommun och Sturkö landskommun uppgick i Jämjö landskommun.
- Hallabro landskommun och Ronneby landskommun uppgick i Kallinge landskommun.

1 januari 1967
- Asarums landskommun, Mörrums landskommun och Hällaryds landskommun uppgick i Karlshamns stad.
- Lyckeby landskommun uppgick i Karlskrona stad.
- Bräkne-Hoby landskommun, Kallinge landskommun och Listerby landskommun uppgick i Ronneby stad.
- Jämshögs landskommun och Kyrkhults landskommun uppgick i Olofströms köping.

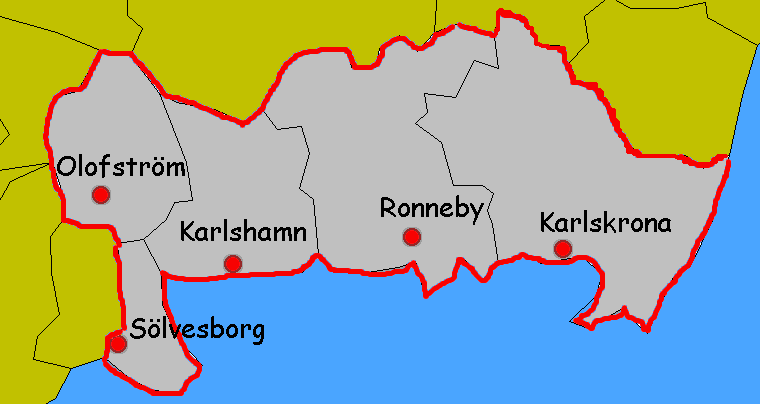
Nuvarande kommuner i Blekinge län.

#### Kommuner från 1971
Kommuner, räknat från väster till öster, är Sölvesborg, Olofström, Karlshamn, Ronneby och Karlskrona.

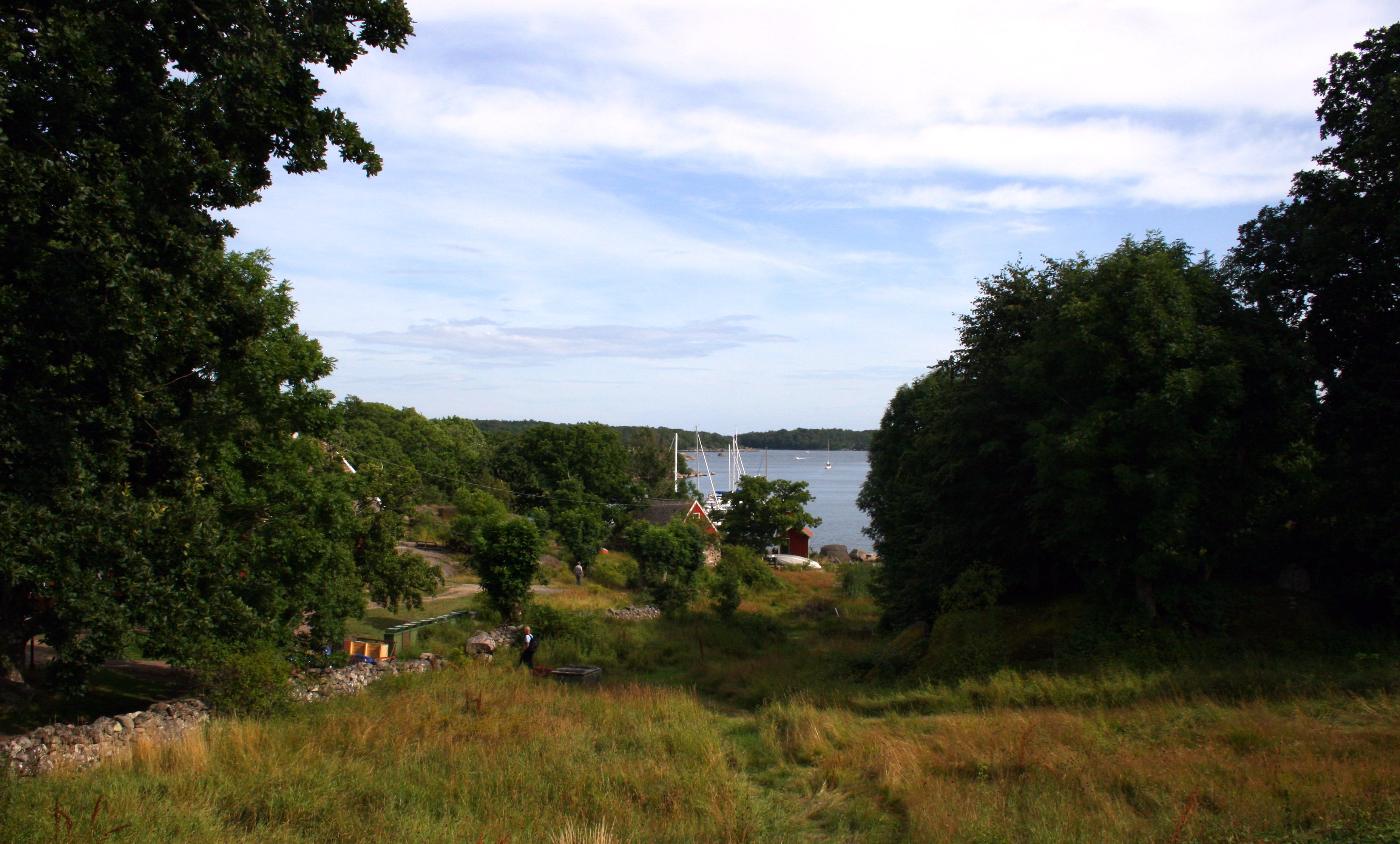
Blekinge har en stor skärgård. Bilden är från Tjärö.

## Geografi

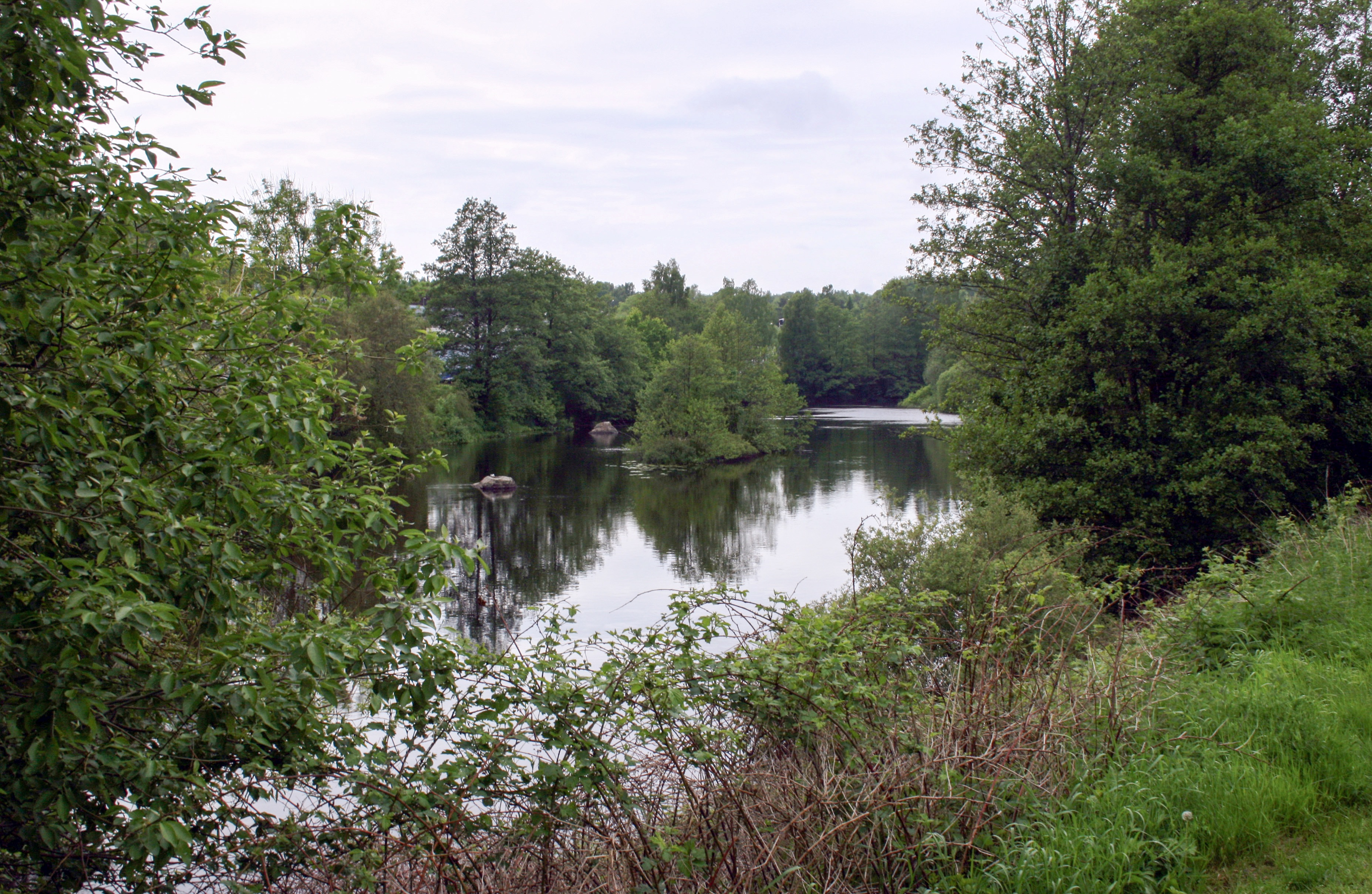
Flera åar rinner genom Blekinge. Här syns Mörrumsån i Svängsta.

Från det småländska höglandet vid en höjd av 130 till 170 meter över havet sänker sig landskapet mot såväl syd som öst ner mot Östersjön. Norra delen, "skogsbygden", är karg och mager med många berg och kärr, och skogarna där består huvudsakligen av barrträd. Den därefter följande "mellanbygden" med sina många små sjöar och vattendrag och ännu mera "strandbygden" har bördig jord och bär många lövträd, bland vilka boken gör sig gällande, och en rik undervegetation.
Vattendragens huvudsakliga riktning är sydlig. De högsta bergen finns i den nordvästra delen av landskapet, där de når en höjd av omkring 180–190 meter över havet. Den södra kusten är mycket sönderskuren och omgiven av en vidsträckt skärgård, i synnerhet vid den östra delen, utanför vilken finns även större öar.
Boafalls backe (177,56 m ö.h.) i Olofströms kommun räknades officiellt som Blekinges högsta punkt mellan 1837 och 2006. Vid kontrollmätning har man nu konstaterat att den korrekta lokaliseringen av landskapets högsta punkt är Rävabacken i byn Farabol (Olofströms kommun) med en höjd av 189,65 meter över havet. Denna plats invigdes 2006-08-12 som Blekinges högsta punkt vid en officiell ceremoni.
Klimatet i Blekinge varierar inte av större omfattning utan är ganska jämnt fördelat över landskapets delar med för det mesta av havskaraktär med förhållandevis milda vintrar och behagliga somrar. Höstarna är särskilt milda då det efter sommaren uppvärmda Östersjön blåser in värme och fukt, vilket tidvis ger mycket nederbörd samt även en del blåst.
SMHI:s mätstation Hanö i landskapets sydvästra del är landets blåsigaste lokal utanför fjällkedjan, och rekordet i medelvind utanför fjällen härrör sig härifrån med 44 m/s. Den 7 februari 2011 satte Hanö nytt sydsvenskt februarirekord i medelvind med byvindar på uppåt 40 m/s.

## Befolkning
För befolkning se Blekinge län#Befolkning

### Språk
I Blekinge talas blekingemål. Dialektens system för accenter stämmer på det stora hela överens med rikssvenskans. A och e har bevarats som ändelsevokaler. Blekingemål har götisk stavelseförlängning, exempelvis bek ’beck’, måse ’mosse’, revet ’rivit’. I målen har ännu inte övergången från tungspets-r till tungrots-r är inte helt genomförd. I vissa ord innebär det att r vokaliseras efter en vokal exempelvis blir "berg"- bäaj, "korn"- koån och så vidare. I början av 1900-talet var variationerna i diftonger rik exempelvis bäjn, båjn ’ben’, ajda, ajta ’äta’, kaol ’kål’, men dessa variationer har avtagit. Ett lätt diftongiskt uttal av i, y, u, o och å, diftonguttal av a och ä framför gg, ng och nk och o- eller å-haltig motsvarighet till rikssvenskans korta u kvarstår. I likhet med nordöstra Skåne använder man i västra Blekinge b, d, g för äldre p, t, k efter vokal: gaba för "gapa", mad för "mat" och baga för "baka". I hela landskapet används -(e)n i maskulinum och femininum, -(e)t i neutrum som slutartikel. Men även här skiljer sig västra delen av Blekinge från övriga Blekinge genom att det där förekommer feminina former som kagena för "kakan" och solena för "solen". Imperfektum av kasta heter kastade i större delen av landskapet, kastate längst i öster.
Bland dialektala ord återfinns ord som däka och grebba för "flicka", here för "gosse", göl och gyl för "tjärn", korra för "mindre vattensamling", pära och pären för "potatis", tya för "orka" och visten för "narig". Bland dialektala fisketermer finns knubb för "rundgattad, däckad, motordriven fiskebåt", kubb för "flateka", vrakeka för "öppen plattgattad sillbåt", vraka (om sill) eller fara på vrak för "fiska med sillnät", bena garn används för "plocka sill ur nät" och orden påta och hotta för "ljustra".